# Zelene, Verhovîna
Zelene (în ucraineană Зелене) este localitatea de reședință a comunei Zelene din raionul Verhovîna, regiunea Ivano-Frankivsk, Ucraina.

## Demografie
Componența lingvistică a localității Zelene
     Ucraineană (99,88%)
     Alte limbi (0,12%)
Conform recensământului din 2001, majoritatea populației localității Zelene era vorbitoare de ucraineană (99,88%), existând în minoritate și vorbitori de alte limbi.